# Urška Bačovnik Janša
Urška Bačovnik Janša, slovenska zdravnica, * 3. september 1978, Velenje.

## Življenjepis
Otroštvo je preživela v Šentilju pri Velenju. Po opravljeni Gimnaziji Velenje se je sprva vpisala na študij novinarstva, po dveh mesecih pa na Medicinsko fakulteto Univerze v Ljubljani. Kot družinska zdravnica je bila zaposlena v Zdravstvenem domu Celje, trenutno deluje v ambulanti za UZ diagnostiko ožilja v Splošni bolnišnici Celje. V prostem času se je ukvarjala z alpinizmom.

### Zasebno
Od leta 2009 (31 letna) je poročena s slovenskim politikom Janezom Janšo, trikratnim premierjem Slovenije, s katerim ima dva sinova.